# 查爾科鎮
查爾科鎮是墨西哥的城市，由墨西哥州負責管轄，始建於1994年11月9日，面積44.5平方公里，主要經濟活動是服務業，該地區自22,000年前有人類居住，2010年人口357,645。
19°17′30″N 98°56′20″W / 19.29167°N 98.93889°W